# 长泰永绸缎庄
长泰永绸缎庄，是一座建于清代的古建筑，位于中国山西省晋中市平遥县平遥古城中心南大街68、70号。
1994年12月28日，长泰永绸缎庄公布为平遥县文物保护单位。